# Carlo Bonatto Minella

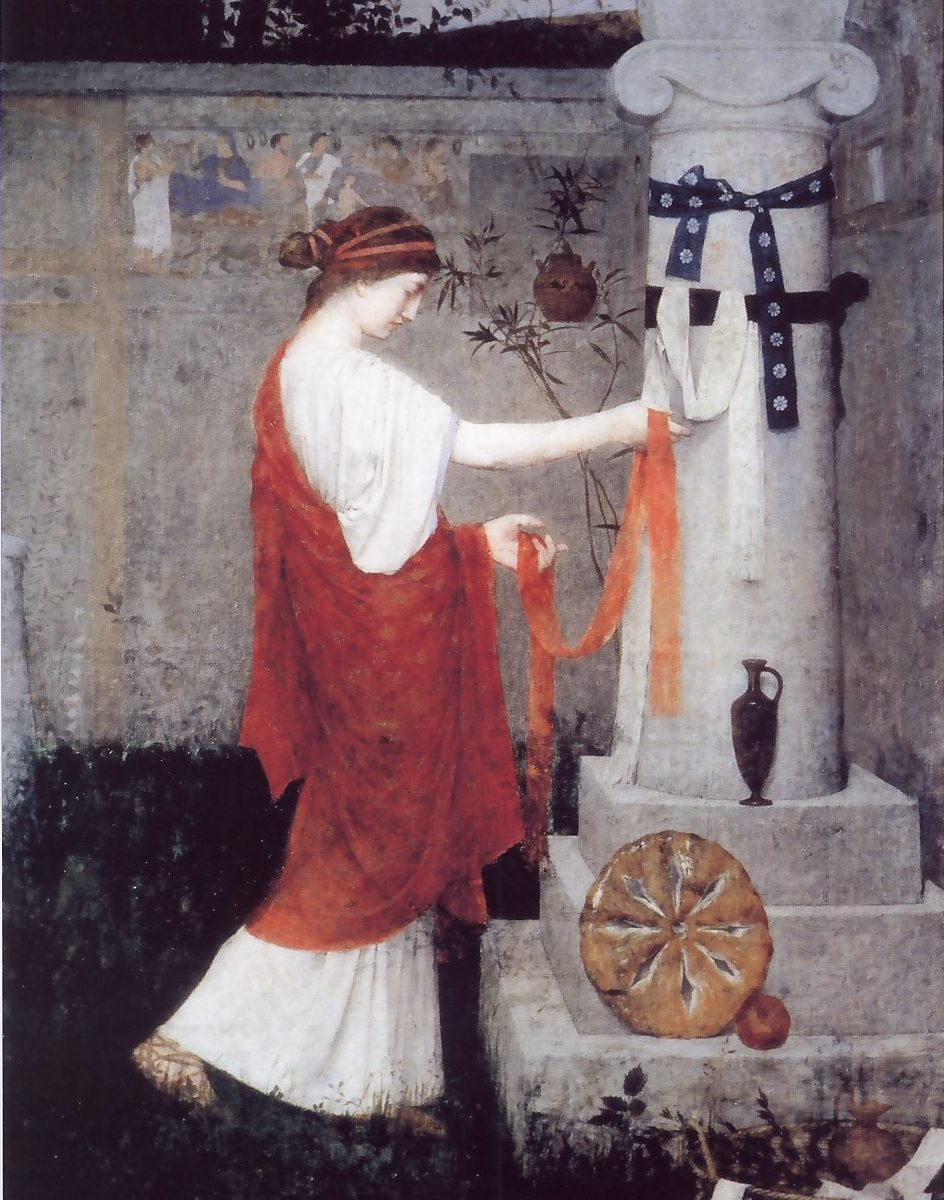
"La religione dei Trapassati" (1878, olio su tela), di Carlo Bonatto Minella.

Carlo Bonatto Minella (Frassinetto, 10 agosto 1855 – Frassinetto, 6 giugno 1878) è stato un pittore italiano.

## Biografia

### Infanzia e adolescenza
Carlo Bonatto Minella nacque il 10 agosto 1855 a Frassinetto, in Val Soana. La sua era una famiglia di agricoltori, proprietari di alcuni terreni; il padre si guadagnava da vivere come boscaiolo, integrando questa fonte di reddito con la produzione di formaggi. Da giovane Carlo si ammalò di vaiolo, riuscendo però a superare la malattia. A partire dalla scuola elementare, che frequentò in paese, i due sacerdoti che curavano l'istruzione primaria si accorsero del suo particolare talento artistico. La famiglia non aveva i mezzi per permettersi una istruzione privata, ma i due religiosi comunque incoraggiarono questa vocazione artistica e fornirono al ragazzo una istruzione di base. Nel 1869 Carlo ottenne di poter frequentare gratuitamente l'Accademia Albertina di Torino, che gli mise anche a disposizione una piccola stanza non riscaldata nelle soffitte della sua sede. Alternava alla permanenza nel capoluogo piemontese soggiorni a Frassinetto presso la sua famiglia, e inizialmente copriva i costi dei materiali per la pittura vendendo i formaggi prodotti al paese d'origine.  Tra i suoi maestri ebbe i pittori Francesco Gamba e Andrea Gastaldi. All'Accademia si distinse tra gli altri giovani allievi; nel 1870 venne premiato per una sua copia a carboncino della Madonna della seggiola di Raffaello.

### Giovinezza e morte
Il giovane pittore iniziò progressivamente ad attirare l'interesse della committenza cittadina e, grazie alla stima della quale ormai godeva nell'ambiente artistico torinese, poté stabilirsi in una soffitta messagli a disposizione dal Circolo degli Artisti. Anche le tematiche delle sue opere si evolvevano in parallelo alla tecnica pittorica, e da una iniziale predilezione per dipinti di argomento religioso passò progressivamente a soggetti classicheggianti e alla ritrattistica. Si avvicinò inoltre all'orientalismo, che in quegli anni riscuoteva un notevole successo in Europa. Pur senza potersi permettere viaggi all'estero dipinse una serie di quadri a soggetto più o meno esotico, che ottennero un notevole apprezzamento.
Nel 1876, a 21 anni, vinse con il dipinto Andrea Vesalio che studia anatomia il premio triennale conferito dall’Accademia Albertina. L'anno successivo la tela venne esposta alla Società Promotrice di Belle Arti di Torino, ed è oggi parte delle collezioni permanenti dell'Accademia. Minato dalla tubercolosi morì a Frassinetto, presso la casa paterna, il 6 giugno 1878, anche se si ipotizza che ad accelerarne il decesso possa essere stata una epidemia di influenza che colpì l'Italia nord-occidentale in quegli anni.

## Opere
Tra le opere di Carlo Bonatto Minella si possono ricordare:
- La deposizione , 1874, Frassinetto, chiesa parrocchiale di San Bartolomeo apostolo[10]
- Una egiziana che suona la gusla, 1875, esposta in origine al Circolo degli Artisti[11] ed attualmente irreperibile[12]
- Giuditta, olio su tela, 1877, G.A.M.[13]
- Donna ebrea, olio su tela, 1877, G.A.M.[14]
- La pensierosa 1878, Accademia Albertina[15]
- La religione  dei trapassati, 1878, G.A.M.[16]
- Autoritratto olio su tela, 1878, G.A.M.[17]

## Tributi postumi
Varie iniziative sono state messe in atto in memoria di Carlo Bobatto Minella, che venne definito nel Novecento Il piccolo Giotto del Canavese, tra le quali:
- Nel 1922 la XIII edizione della Biennale di Venezia gli dedicò una mostra individuale retrospettiva.[19]
- A partire dal 2011 si tiene ogni due anni un concorso nazionale per giovani artisti intitolato a carlo Bonatto Minella.[20] La giuria della seconda edizione del premio venne presieduta dal critico d'arte Vittorio Sgarbi.[21]
- Il comune di Frassinetto ha dedicato al pittore una piccola pinacoteca, inaugurata nel luglio del 2013 [22] e progressivamente arricchita con l'acquisizione di opere del pittore[2]. La struttura è in corso di ampliamento grazie ad un finanziamento statale.[23]